# Piscine de flottabilité neutre

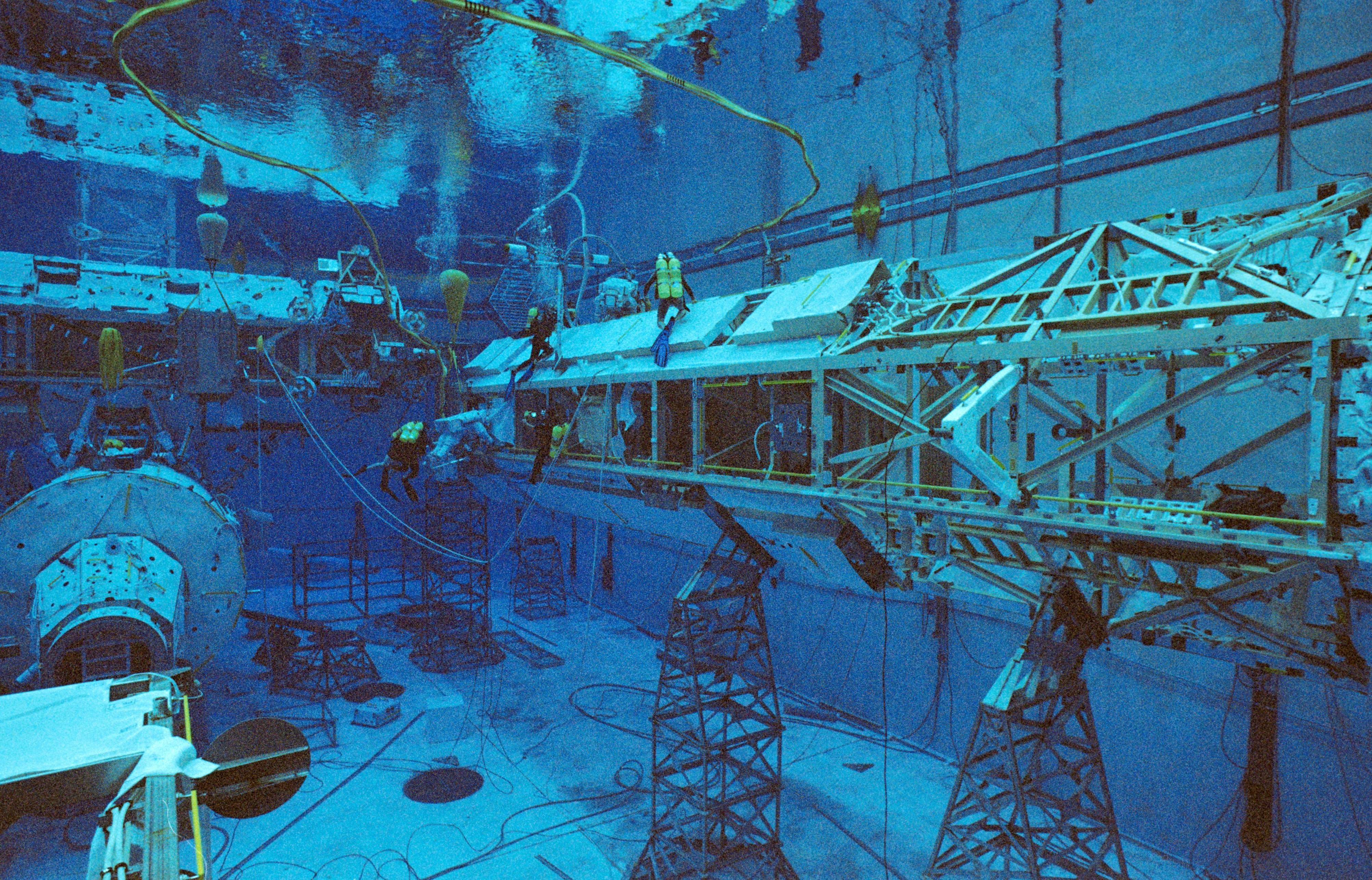
Vue dans la Neutral Buoyancy Laboratory, piscine de flottabilité neutre de la NASA.

Une piscine de flottabilité neutre est une piscine remplie d’eau utilisant le principe de la flottabilité neutre, permettant de simuler sur Terre ce qui est le plus semblable à l’apesanteur. Ce principe est surtout utilisé pour les entraînements des astronautes, lors des futures sorties extravéhiculaires sur la Station spatiale internationale.

## Piscines de flottabilité neutre pour l'entrainement des astronautes
- Laboratoire de flottabilité neutre de la NASA
- Installation de flottabilité neutre de l'ESA